# Saint-Georges-sur-Loire (Indre-et-Loire)
Saint-Georges-sur-Loire est une ancienne commune d'Indre-et-Loire, annexée en 1808 par Rochecorbon.

## Démographie
| 1793 | 1800 | 1806 | 1808 |
| ---- | ---- | ---- | ---- |
| 215  | 217  | 220  | -    |